# Theodor Klitzing

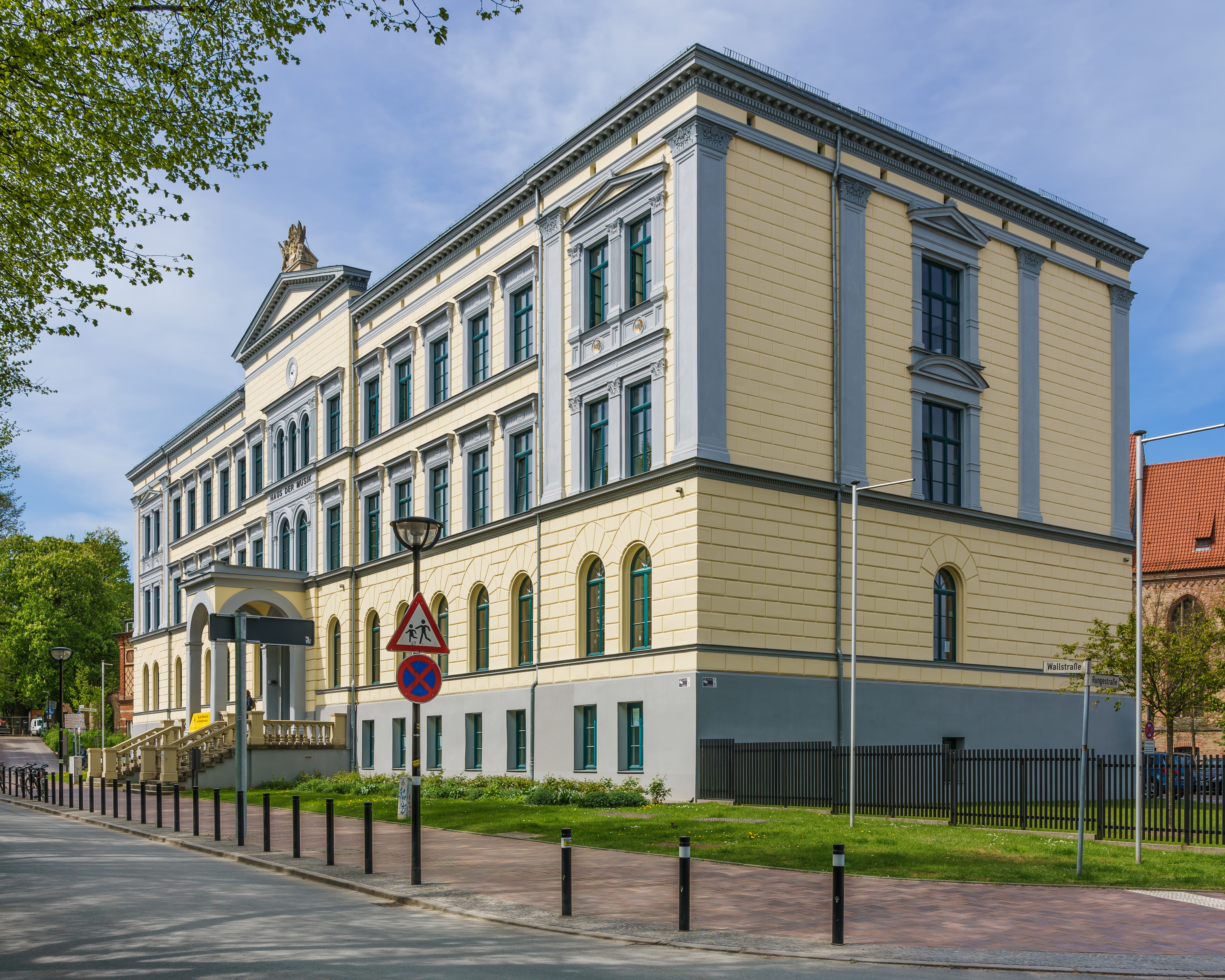
Ehemaliges Gebäude der Großen Stadtschule Rostock

Theodor Heinrich Klitzing (* 8. August 1812 in Rostock; † 24. April 1882 ebenda) war ein in Rostock tätiger deutscher Architekt und Stadtbaumeister.
Theodor Heinrich Klitzing wurde am 8. August 1812 als Sohn des Rostocker Kaufmanns Heinrich Christian Klitzing (1772–1845) in Rostock geboren. Nach einem erfolgreichen Architekturstudium in Rostock wurde Klitzing zum Bauconducteur ernannt und lebte für kurze Zeit in Plau, bevor es ihn nach Schwerin zog. Dort beschenkte ihn seine Frau Therese Störzel (1821–1888) mit vier Kindern. Mit seiner Ernennung zum Baumeister wurde Klitzing in der Seestadt Rostock tätig, wo er mit seiner Familie in der Wallstraße 6 am Rosengarten wohnte. Sein jüngerer Bruder Ferdinand Klitzing (1807–1883) war der spätere Bürgermeister und Stadtrichter von Plau.

## Beruflicher Werdegang
Mit Hilfe des Mecklenburg-Schwerinsches Staatshandbuch und des Grossherzoglich Meklenburg-Schwerinscher Staats-Kalender lässt sich der berufliche Werdegang von Theodor Klitzing wie folgt rekonstruieren:
Bauconducteur: (ab 10. September 1838)
- 1839–1841: Bau-Departement II (Ämter Goldberg, Lübz, Marnitz, Neustadt, Plau und Wredenhagen) unter Landbaumeister Gustav Heinr. Wilh. Voss zu Plau ad int.
- 1842–1844: Bau-Departement IV (Crivitz, Gadebusch, Rehna, Schwerin, Walsmühlen, Wittenburg und Zarrentin) unter Landbaumeister Friedrich Ludwig Behncke zu Schwerin ad int.
- 1845–1848: zu Schwerin
- 1849–1850: Bau-Departement IV (Crivitz, Gadebusch, Rehna und Schwerin) unter Landbaumeister Friedr. Ludwig Behncke zu Schwerin ad int.
- 1851–1852: Bau-Departement I (Ämter Schwerin, Warin-Tempzin-Sternberg, NeuKloster und Crivitz) unter Landbaumeister Gustav Heinr. Wilh. Voss zu Schwerin ad int.

Baumeister: (ab 24. Januar 1852)
- 1852–1882: zu Rostock[2][7]

## Bauten in Rostock
- 1864–1867: Große Stadtschule, Wallstraße 1[8]
- 1852–1855: Städtische Krankenhaus am Gertrudenplatz (unter Klitzing vollendet)[9]